# Copa São Paulo de Futebol Feminino
A Copa São Paulo de Futebol Feminino, também conhecida como Copinha Feminina, é uma competição de futebol feminino do Brasil. Organizada pela Federação Paulista de Futebol (FPF), é disputada por clubes de todo o país desde 2023.

## História
A Copa São Paulo de Futebol Feminino foi criada em 2023 a partir de uma parceria entre a Federação Paulista de Futebol (FPF) e a Prefeitura de São Paulo. O torneio surgiu como uma versão feminina da tradicional Copa São Paulo de Futebol Júnior, competição masculina que ocorre anualmente desde 1969. O anúncio oficial da criação do torneio foi feito em 2 de junho de 2023, em um evento realizado na sede da FPF, contando com a presença de representantes da federação, dirigentes de clubes e membros da administração municipal paulistana.
A formatação da Copinha Feminina foi definida ao longo do segundo semestre de 2023, com a organização seguindo um modelo de disputa semelhante ao da edição masculina, porém com um número reduzido de equipes devido à estrutura ainda emergente das categorias de base do futebol feminino. Ficou estabelecido que a primeira edição contaria com 16 clubes, divididos em quatro grupos de quatro times cada. A fase inicial seria disputada em formato de pontos corridos nos grupos, com o melhor colocado avançando às semifinais. A partir dessa fase, os jogos seriam eliminatórios, com decisão em partida única. O torneio seria realizado no mês de dezembro, aproveitando a janela de competições do futebol feminino nacional.
A primeira edição da Copinha Feminina foi sediada integralmente na cidade de São Paulo, com jogos em estádios menores da capital. Esses estádios foram escolhidos devido à parceria com a prefeitura, que apoiou o torneio cedendo infraestrutura e logística. O Flamengo sagrou-se campeão da edição inaugural ao vencer o Botafogo por 2 a 0 na final, realizada no estádio do Canindé. O torneio recebeu ampla cobertura midiática, com transmissões ao vivo em plataformas digitais e na TV aberta.
Em 2024, a segunda edição da Copinha Feminina mudou o formato, aumentando a competição para 20 clubes e adicionando uma fase de quartas de finais. O Fluminense conquistou o título após vencer o Internacional nos pênaltis, depois de um empate sem gols no tempo regulamentar.

## Campeões

### Títulos por clube
| Pos | Clube         | Títulos | Vices | Semifinais |
| --- | ------------- | ------- | ----- | ---------- |
| 1.º | Flamengo      | 1       | —     | —          |
| 1.º | Fluminense    | 1       | —     | —          |
| 3.º | Internacional | —       | 1     | 1          |
| 4.º | Botafogo      | —       | 1     | —          |
| 5.º | Ferroviária   | —       | —     | 1          |
| 5.º | Santos        | —       | —     | 1          |
| 5.º | São Paulo     | —       | —     | 1          |

### Títulos por federação
| Pos | Federação         | Títulos | Vices | Semifinais |
| --- | ----------------- | ------- | ----- | ---------- |
| 1.º | Rio de Janeiro    | 2       | 1     | —          |
| 2.º | Rio Grande do Sul | —       | 1     | 1          |
| 3.º | São Paulo         | —       | —     | 3          |

### Títulos por região
| Pos | Federação | Títulos | Vices | Semifinais |
| --- | --------- | ------- | ----- | ---------- |
| 1.º | Sudeste   | 2       | 1     | 3          |
| 2.º | Sul       | —       | 1     | 1          |

## Maiores goleadas
Estas são as maiores goleadas da história da Copinha Feminina:
| Pos | Mandante        | Placar | Visitante           | Estádio              | Data           | Ano  |
| --- | --------------- | ------ | ------------------- | -------------------- | -------------- | ---- |
| 1.º | São Paulo       | 10—0   | Real Brasília       | Conde Rodolfo Crespi | 8 de dezembro  | 2023 |
| 2.º | Vitória         | 0—8    | Internacional       | Nicolau Alayon       | 7 de dezembro  | 2023 |
| 3.º | Fluminense      | 7—0    | Real Brasília       | Conde Rodolfo Crespi | 5 de dezembro  | 2023 |
| 3.º | Botafogo-PB     | 0—7    | Flamengo            | Conde Rodolfo Crespi | 2 de dezembro  | 2024 |
| 3.º | Internacional   | 7—0    | Vila Nova           | CERET                | 5 de dezembro  | 2024 |
| 6.º | Corinthians     | 6—0    | Centro Olímpico     | Canindé              | 4 de dezembro  | 2024 |
| 6.º | São Paulo       | 6—0    | Red Bull Bragantino | CERET                | 5 de dezembro  | 2024 |
| 8.º | Centro Olímpico | 5—0    | Cruzeiro            | Canindé              | 28 de novembro | 2024 |
| 9.º | São Paulo       | 5—1    | América Mineiro     | Conde Rodolfo Crespi | 5 de dezembro  | 2023 |